# Villa Grimaldi Sauli
Villa Grimaldi Sauli o Palazzo Sauli è un edificio civile storico di Genova, situato fra via San Vincenzo e via Colombo, nei pressi della Torre San Vincenzo.
L'edificio è sottoposto dal 1955 a vincolo di tutela da parte della soprintendenza.

## Storia

### Villa antica
Costruita tra il 1552 e il 1554 su progetto di Galeazzo Alessi per Ottaviano Grimaldi Cebà, la villa era collocata al margine est della città, nella larga e lunga zona della foce del Bisagno, con accesso da via San Vincenzo. Si trattava di uno dei capolavori dell'architetto, definita da Mario Labò un'«opera di grande architettura [che] nemmeno l'Alessi ne creò mai altra di eguale». Aveva caratteristiche monumentali, con grande ricchezza di ornamenti e fregi, oltre a pregiati affreschi di pittori quali Luca Cambiaso (in parte conservati nella galleria di Palazzo Bianco) e Orazio Semino. Dotata di un sontuoso cortile frontale con porticato a colonne, così fu raffigurata da Pasquale Domenico Cambiaso ancora nel corso del XIX secolo. A poca distanza dalla villa vi era un ampio giardino, conosciuto popolarmente come orti Sauli. Carlo Giuseppe Ratti la definì una delle più belle produzioni architettoniche che vantasse l'Italia. Martin Pierre Gauthier nel XIX secolo la incluse fra i più begli edifici della città. Prima ancora, era già stata citata dal Vasari in particolare per i pregiati bagni del complesso, ricchi di ornamenti.
(Giorgio Vasari)
Dopo un periodo florido e di sfarzo narrato dai viaggiatori in transito per la Repubblica di Genova, la villa passò dai Grimaldi ai Cybo e infine ai Sauli. Già a partire dal Settecento visse un graduale periodo di declino, che fu lento ma inarrestato. Passata di famiglia in famiglia, seguendo le alterne fortune dei casati, fu vittima dei mutamenti sociali delle nuove nobiltà che mal si sposavano col mantenimento di una villa di tali dimensioni. Pur mantenendo la sua funzione di residenza, varie parti furono nei secoli adibite ad altri usi. Prima furono i sontuosi bagni, più consoni alla nobiltà rinascimentale, a cadere in disuso, senza più le vasche e i giochi d'acqua decantati da Vasari. Il Soprani già sul finire del Seicento si doleva di non averli visti in attività e criticava la manutenzione non perfetta della villa. Francesco Milizia, nel tardo settecento, dei bagni ancora sottolineava "la semplice forma assai bella, ma nuda di que'tanti lodatissimi ornamenti, e giuochi d'acqua, che l'adornavano un tempo", descrivendo con rammarico e nei dettagli anche le trascuratezze dell'edificio, a partire dagli usi ormai diversi di alcuni spazi (per la produzione di seta, coi relativi fornelli ad annerire gli affreschi; e a magazzino), indugiando poi nel descrivere lo stato del loggiato monumentale, dei terrazzi e della facciata, che "per la non riparata umidità son già molto sdrucite e piene di fessure".
Un volume del 1818, di autore anonimo, così descriveva l'edificio:
(Anonimo, 1818)
Domenico Cambiaso, nei suoi vari lavori dedicati alla villa (dipinti, acquerelli, matite), fra i quali La veduta di parte del Cortile di Palazzo Sauli di metà Ottocento, mostrava ancora molto chiaramente la maestosità monumentale dell'edificio. Burckhardt, tuttavia, nella seconda metà dell'Ottocento riporta uno stato di "profonda degradazione", sottolineando come a partire dalla seconda metà degli anni '50 dell'Ottocento il grande edificio della villa era stato adibito a falansterio, ovvero a luogo di abitazione per famiglie bisognose.
Trovandosi al centro dei mutamenti che rivoluzionarono l'assetto urbanistico della città e dell'area, posta a poche centinaia di metri dalla Stazione ferroviaria di Genova Brignole, nell'Ottocento la villa perse i suoi giardini. Nel 1897 un progetto di costruzione per otto caseggiati mise a rischio la sopravvivenza della villa, che fu però acquistata dal comune di Genova.

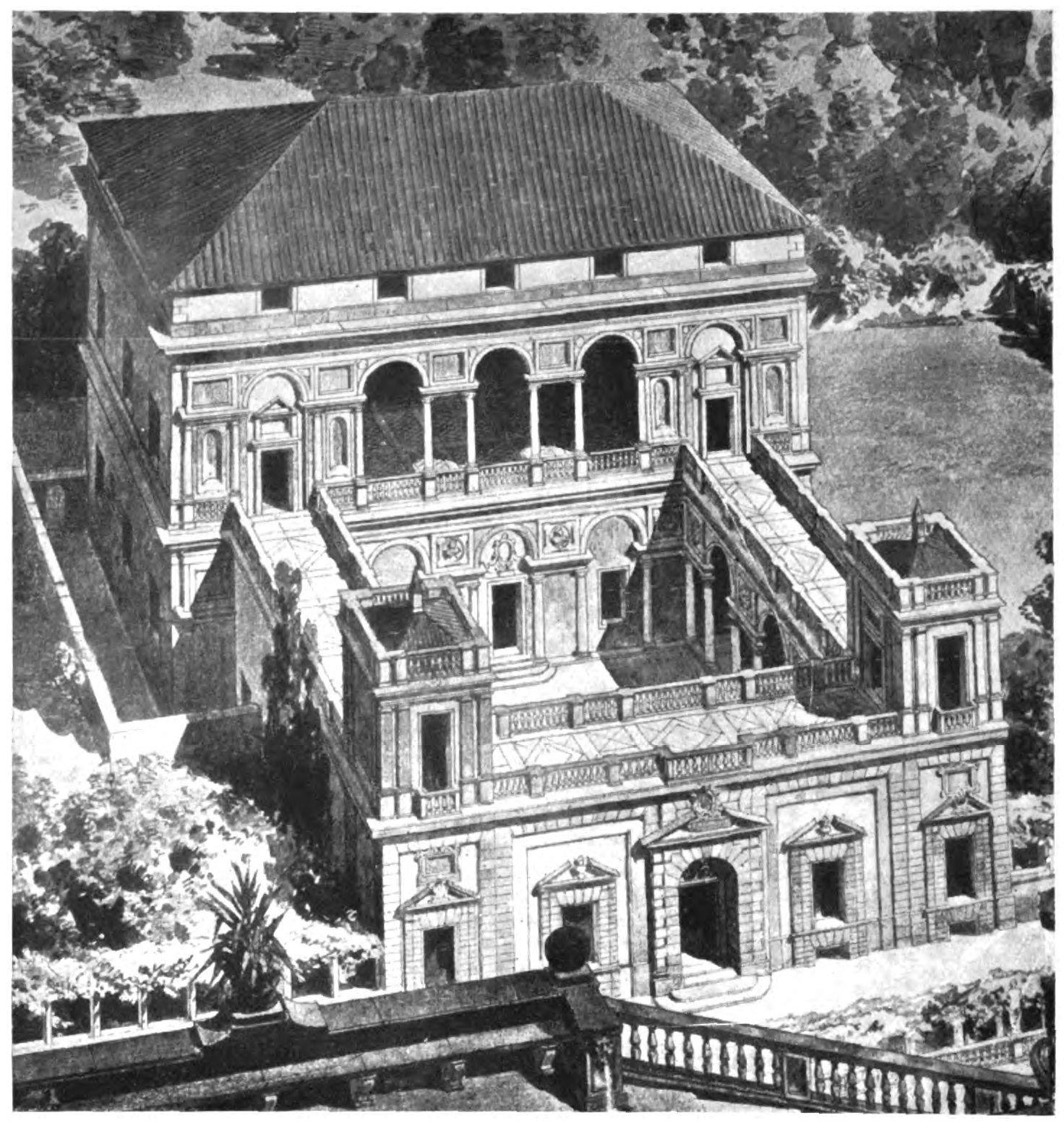
La villa antica, come appariva ancora nel corso dell'Ottocento
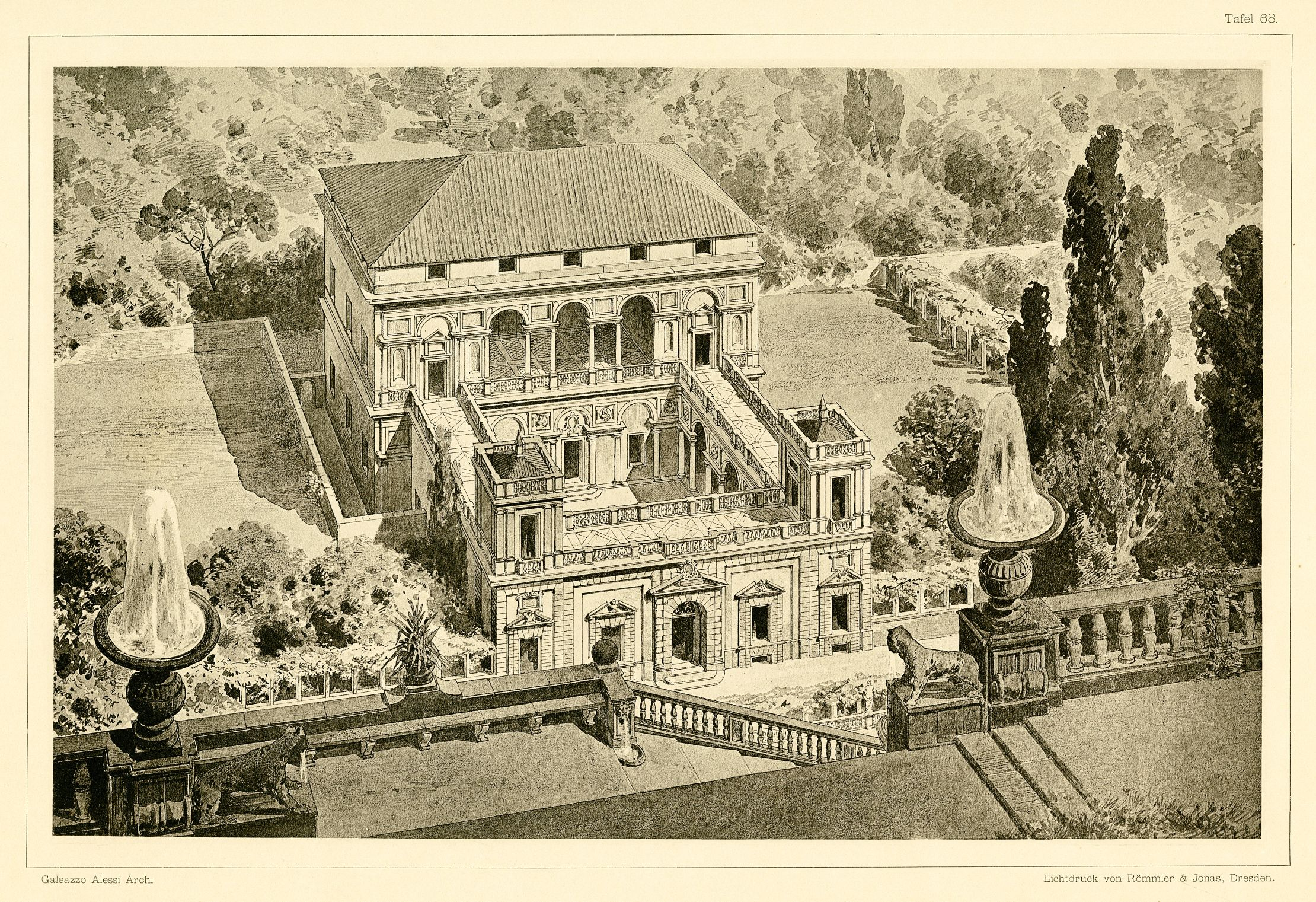
La villa nel suo complesso in una litografia derivata da fotografia
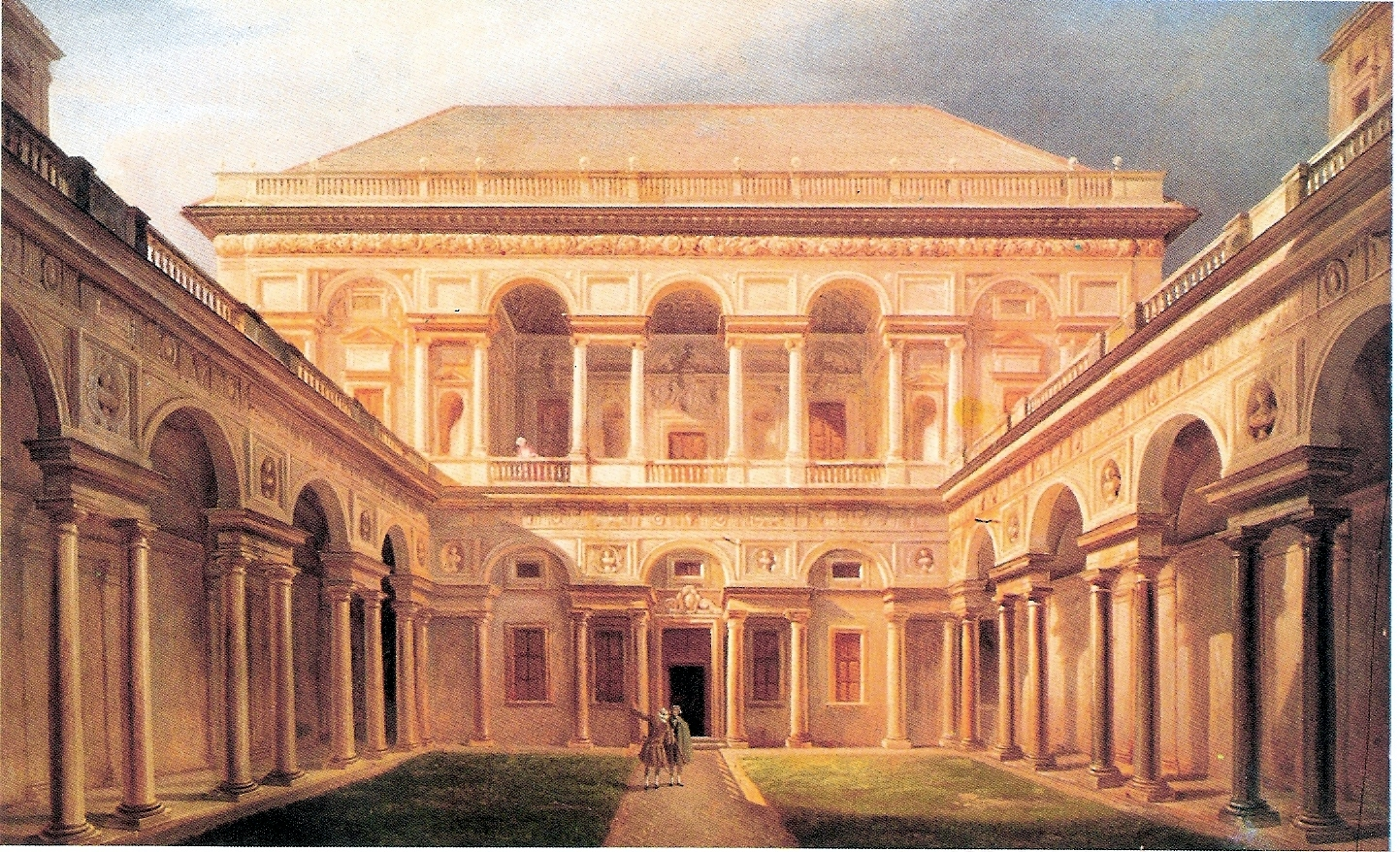
La facciata frontale della villa nella sua conformazione originale, in un dipinto ottocentesco di Domenico Cambiaso
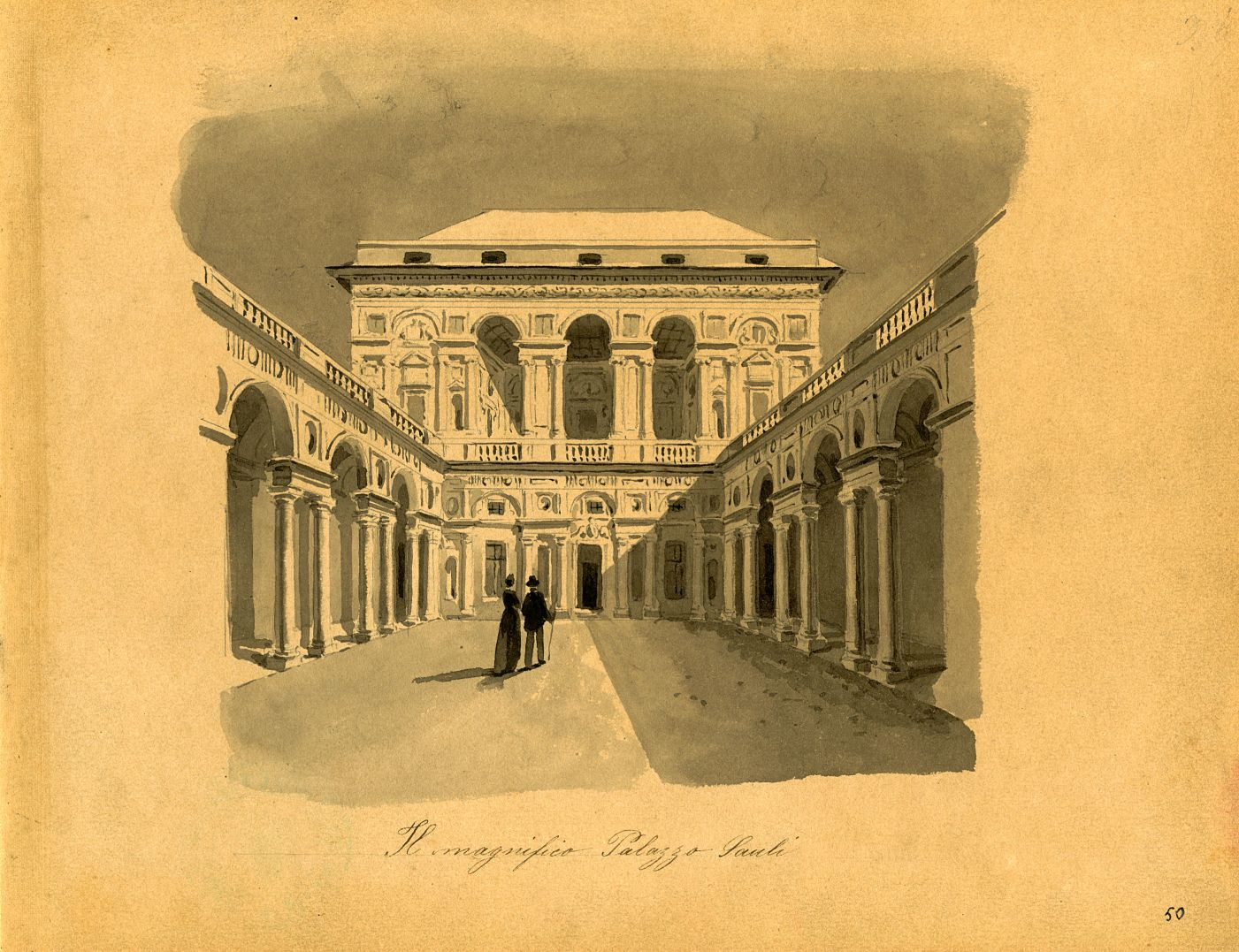
Il cortile frontale della villa in un acquerello di Cambiaso
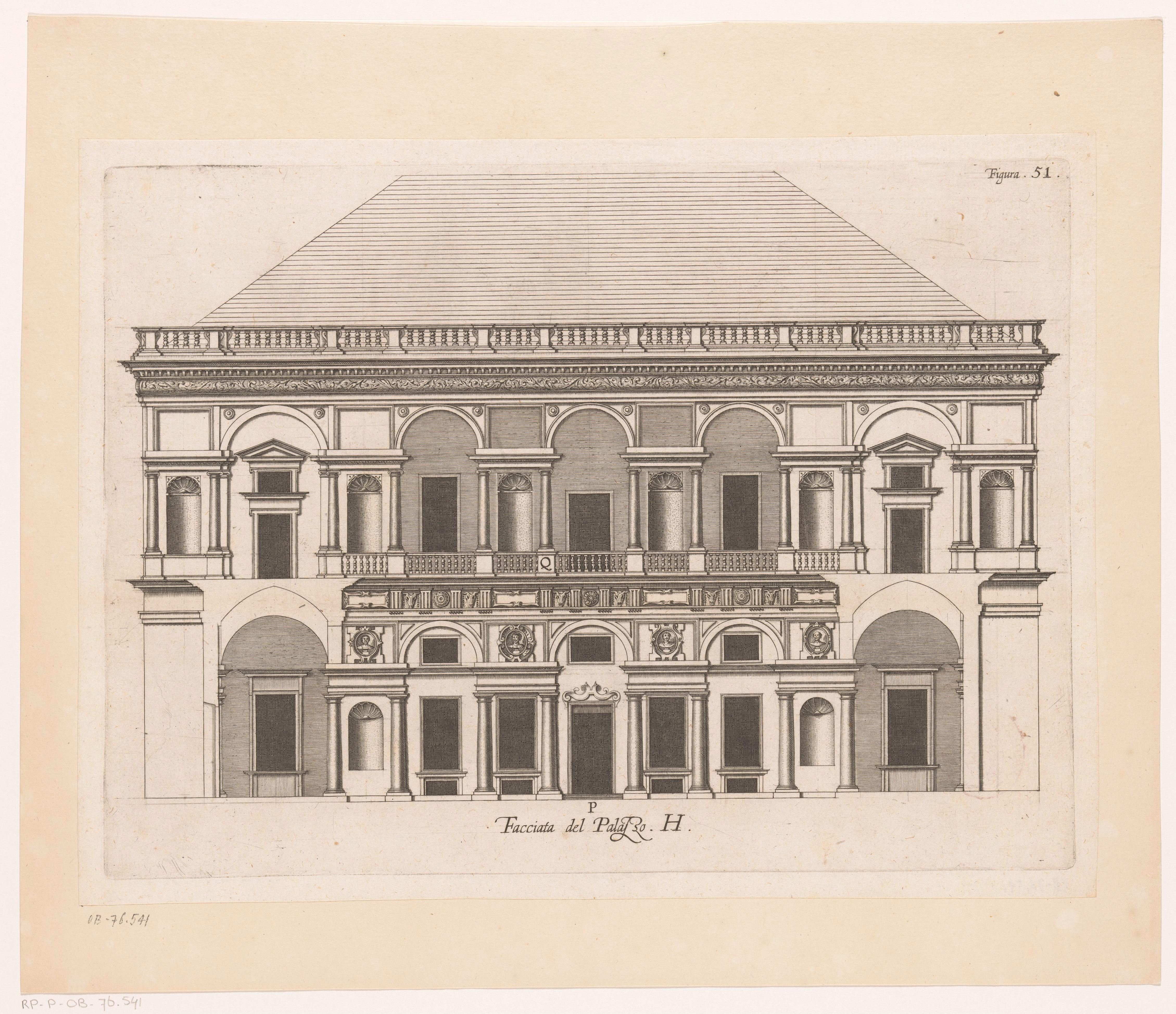
La facciata nel 1622, restata sostanzialmente immutata per circa tre secoli

### Villa moderna
Nella seconda metà del XIX secolo si intraprese una radicale riqualificazione dell'intero edificio, ormai in condizioni precarie. Invece di ricostruire la villa sui progetti dell'Alessi, probabilmente poco integrabili nel mutato contesto urbanistico ideato dal Barabino, la struttura fu profondamente modificata nei prospetti, ampliata in altezza e suddivisa in appartamenti signorili, trasformando l'antica villa rinascimentale in una villa in classico stile ottocentesco ligure, con facciate finemente affrescate. Ventuno frammenti degli affreschi di Luca Cambiaso e di Bernardo Castello furono salvati, trasferiti a Palazzo Bianco e successivamente esposti.
Per il nuovo palazzo furono mantenuti i solidi muri originali della struttura cinquecentesca e si divisero in cinque piani i due alti ordini risalenti al progetto dell'Alessi. Altri tre ne furono aggiunti con un blocco sovrapposto all'originale cornicione del tetto, incrementando l'altezza dell'edificio e donando alla facciata una caratteristica forma a tre sezioni. Nei pilastri collocati fra le cinque finestre ne furono aperte altre quattro. Infine, al posto dell'utilizzo del marmo, si rifecero completamente le facciate in intonaco, con fregi, sbalzi e statue ad affresco, in uno stile non dissimile a quello di Palazzo San Giorgio, con un'architettura che mirava a integrarsi con le poche antiche parti conservate. Fra gli elementi cinquecenteschi conservati: la cornice a bugnato del portale e i due dettagliatissimi cornicioni finemente decorati a stucco, forse opera dello Sparzo (o nel suo stile). Proprio il cornicione superiore, coi suoi trafori, foglie di vite e grappoli a stucco, aveva procurato all'edificio l'antico soprannome popolare di "Villa della vigna".
Mario Labò, pur molto critico verso la perdita della monumentale architettura cinquecentesca, descrisse così la facciata frontale della villa:
(Mario Labò, 1938)
La villa rappresenta un significativo esempio di architettura in stile ottocentesco ligure ed è pertanto inserita nel Catalogo ministeriale dei beni culturali e nel Piano urbanistico comunale fra le emergenze paesaggistiche individue.
Fra il 2007 e il 2009, l'edificio è stato sottoposto a un completo restauro, con progetto dell'architetto Sergio Zampichelli. Durante il restauro, in parte conservativo ma anche di ripristino e rinnovamento, oltre al consolidamento degli elementi, della solidità strutturale, e degli affreschi, si è deciso di non recuperare le otto statue affrescate nell'Ottocento nella sezione superiore della facciata principale (ben visibili nei reperti fotografici dell'epoca ma scolorite al momento del restauro), così come la cariatide affrescata sopra al portone posteriore di via San Vincenzo (sostituita con un semplice fregio a scudo), e sono stati reinterpretati diversamente altri dettagli. È stata inoltre mantenuta una coppia di finestre asimmetriche al piano terra, sul lato sinistro della facciata, non presenti nel progetto originale ottocentesco, essendo assenti nella foto di inizio Novecento dei Fratelli Alinari, ma presenti nella foto degli anni Trenta citata da Mario Labò.

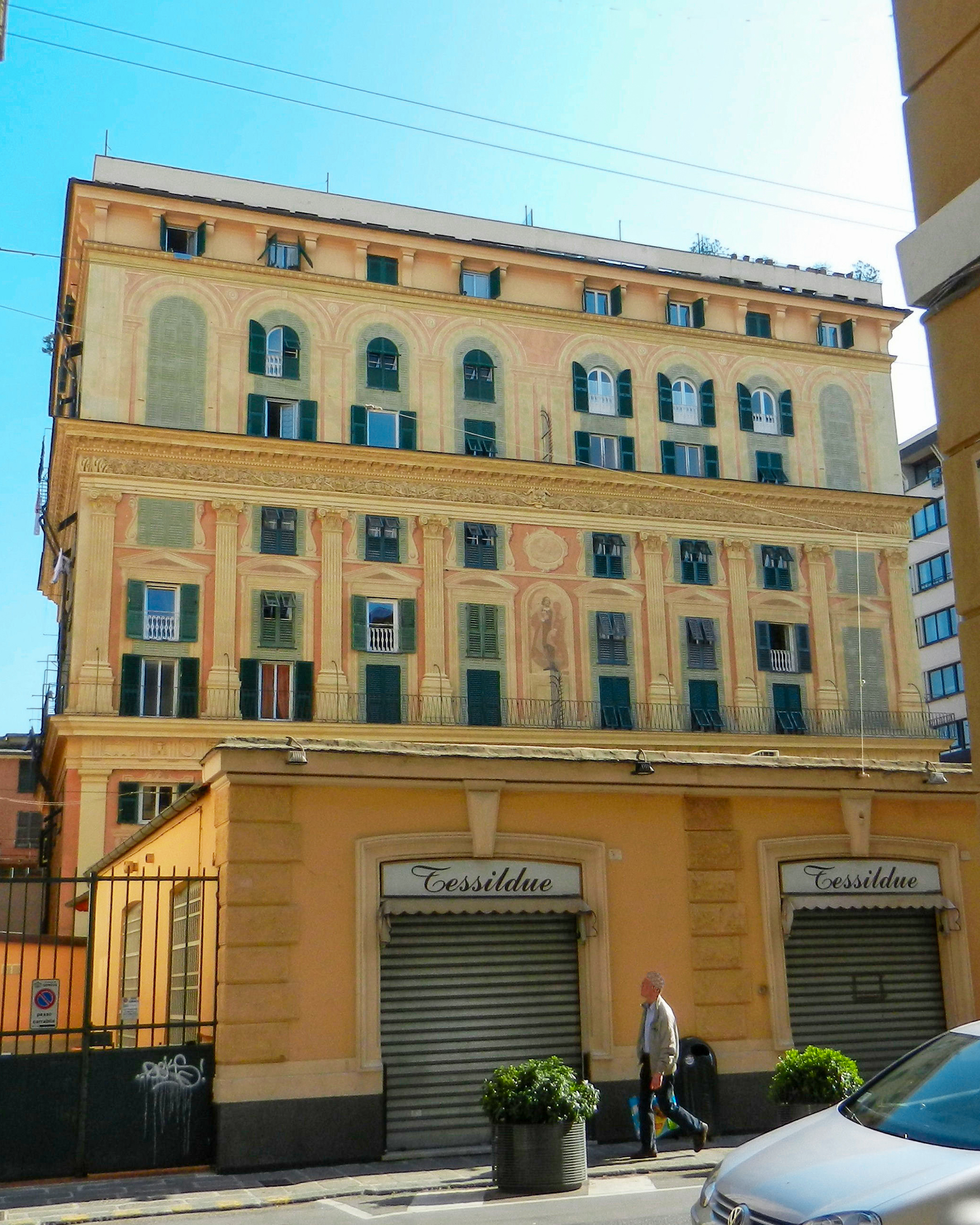
La facciata frontale della villa
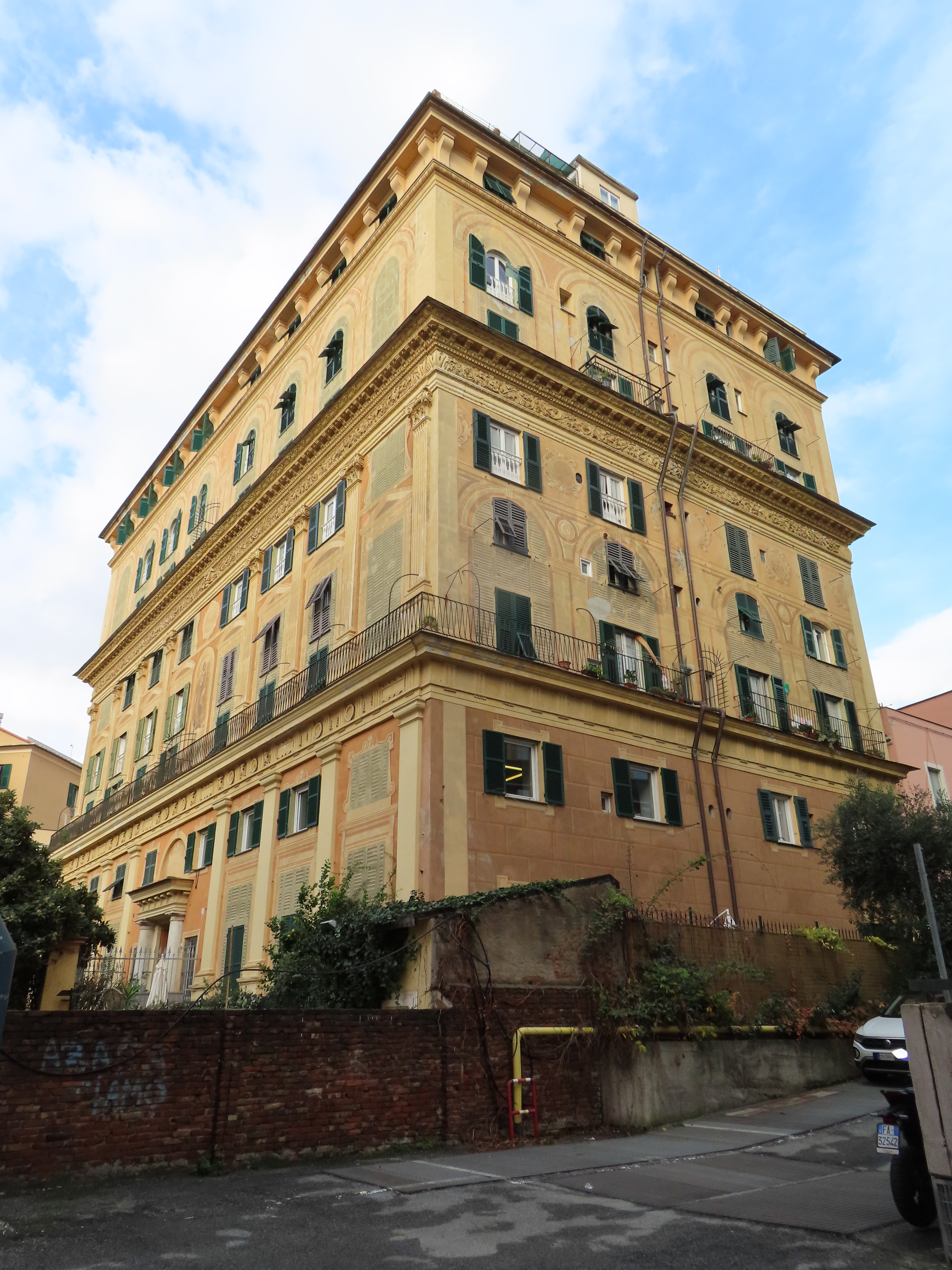
Il complesso architettonico
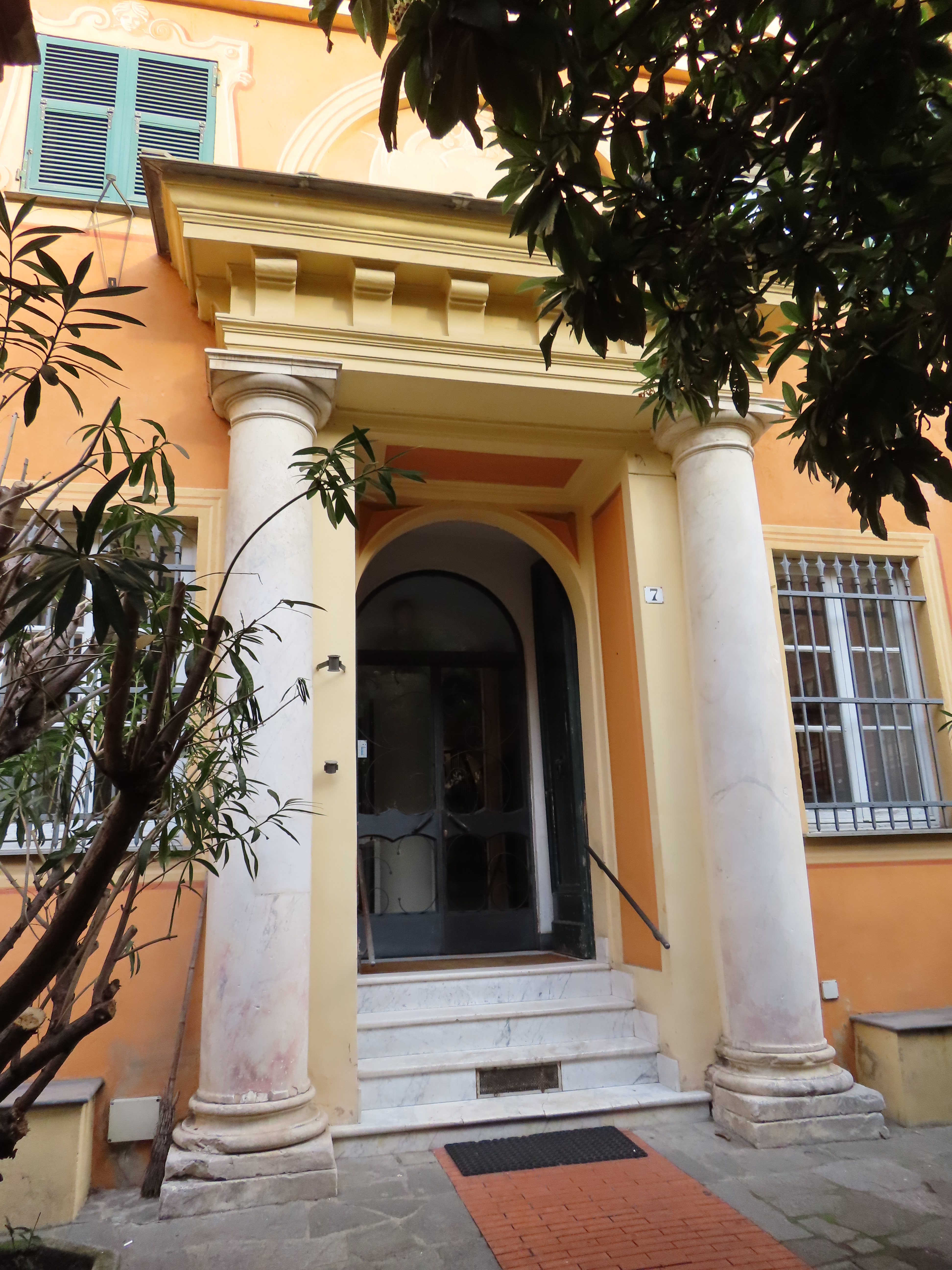
L'ingresso novecentesco, lato sud
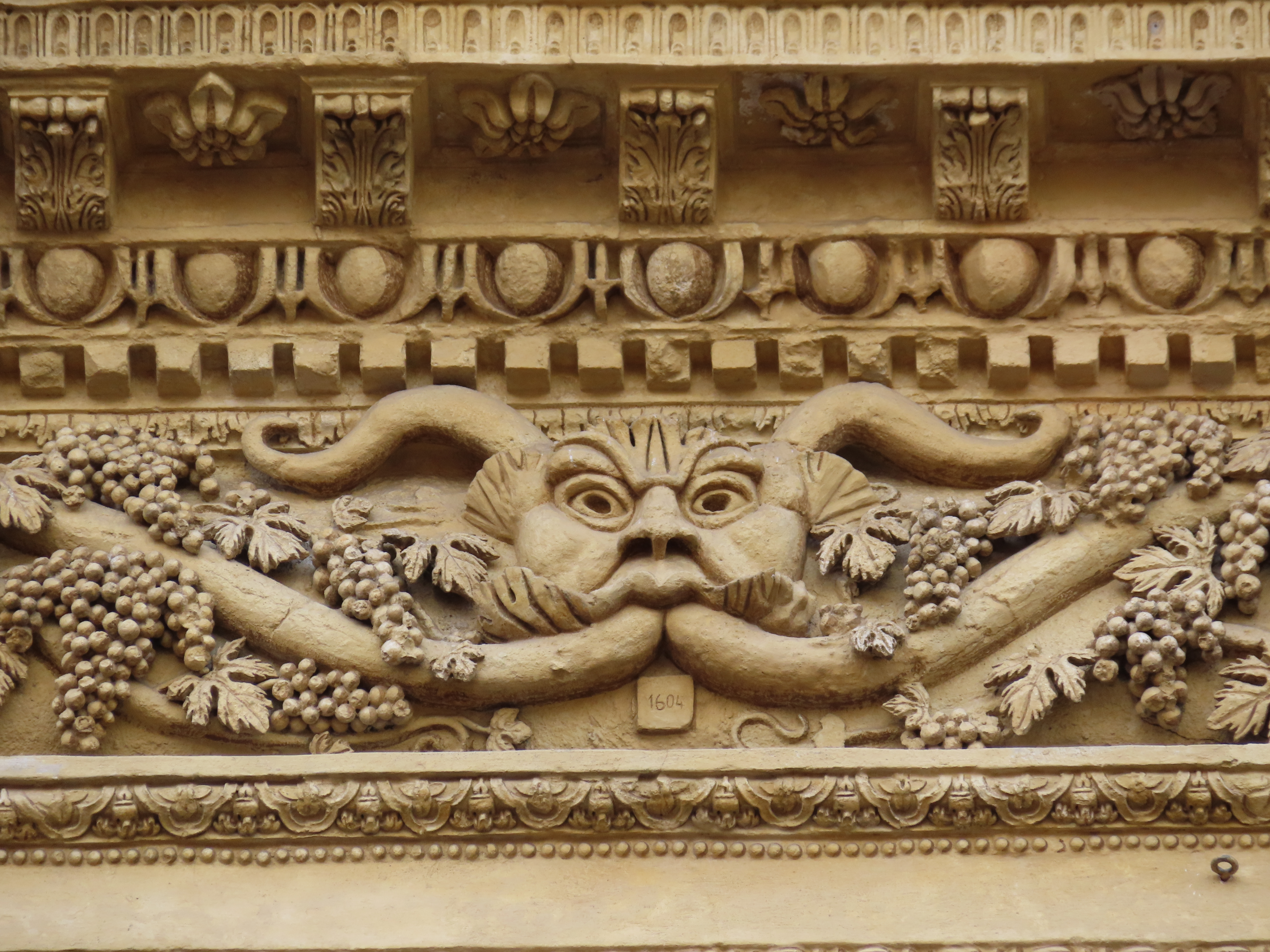
Dettaglio degli stucchi seicenteschi
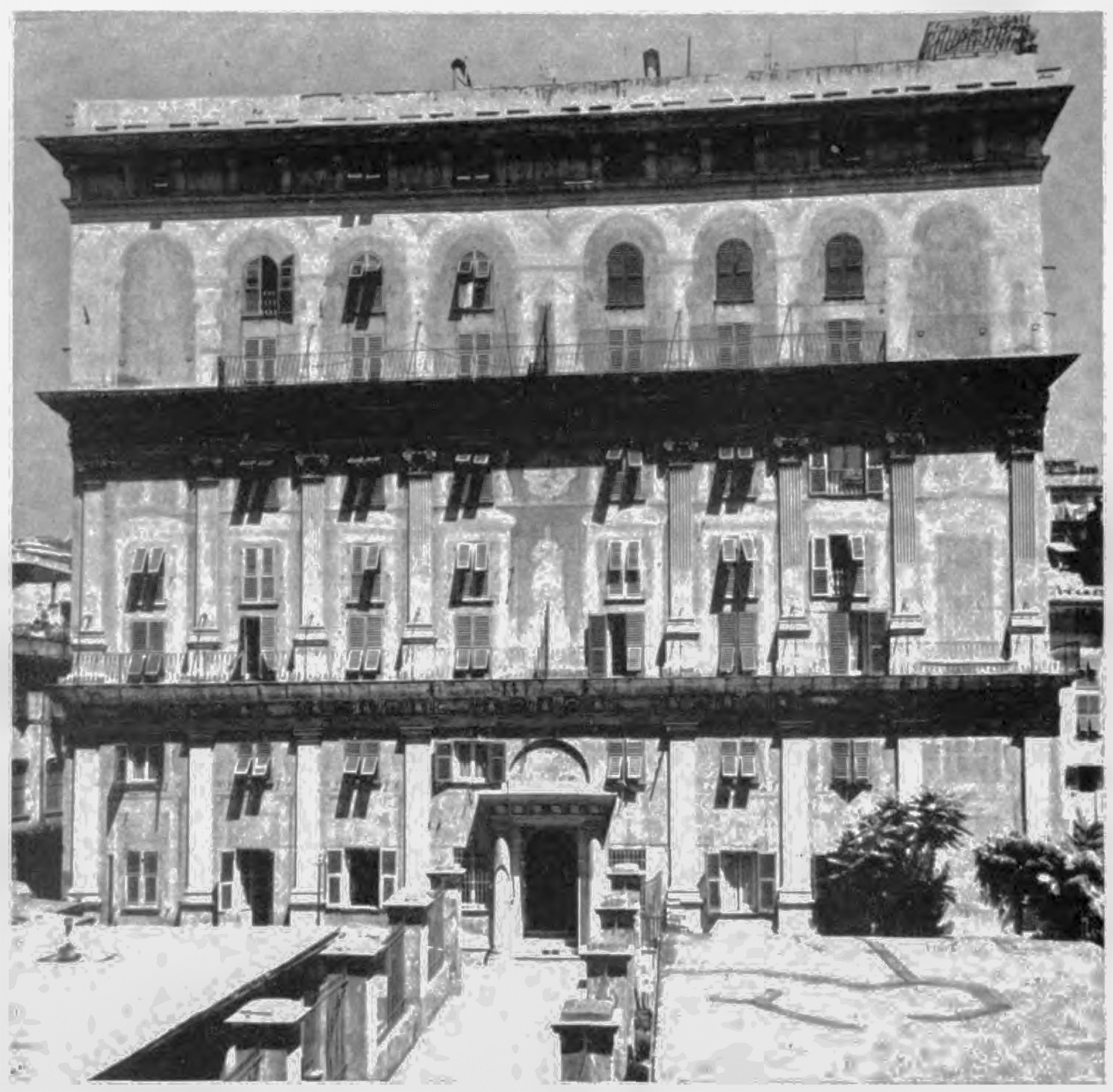
Il palazzo dalla facciata di via colombo, nella prima parte del 1900
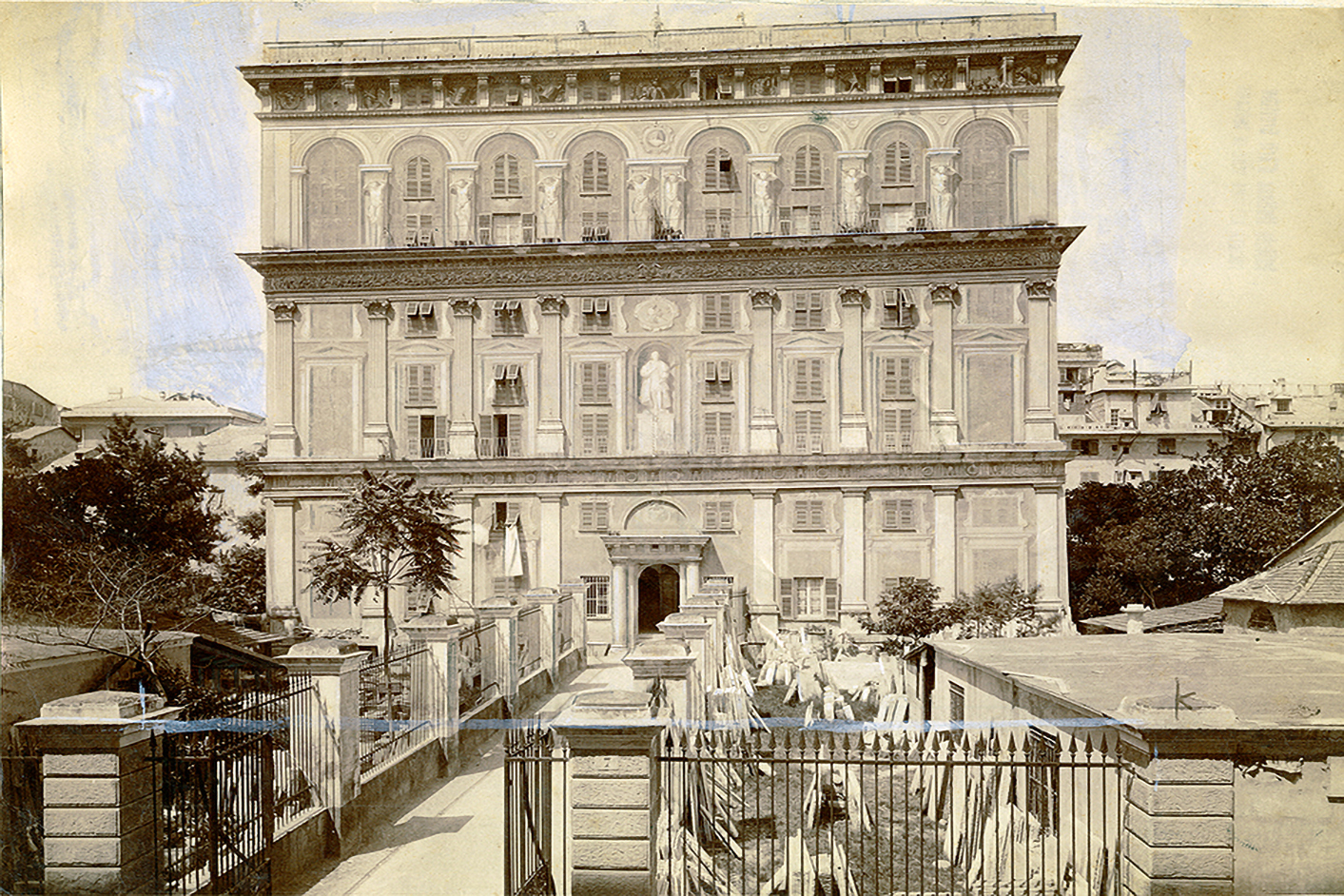
La facciata frontale ai primi del Novecento, con le otto statue affrescate non recuperate nel restauro del 2009
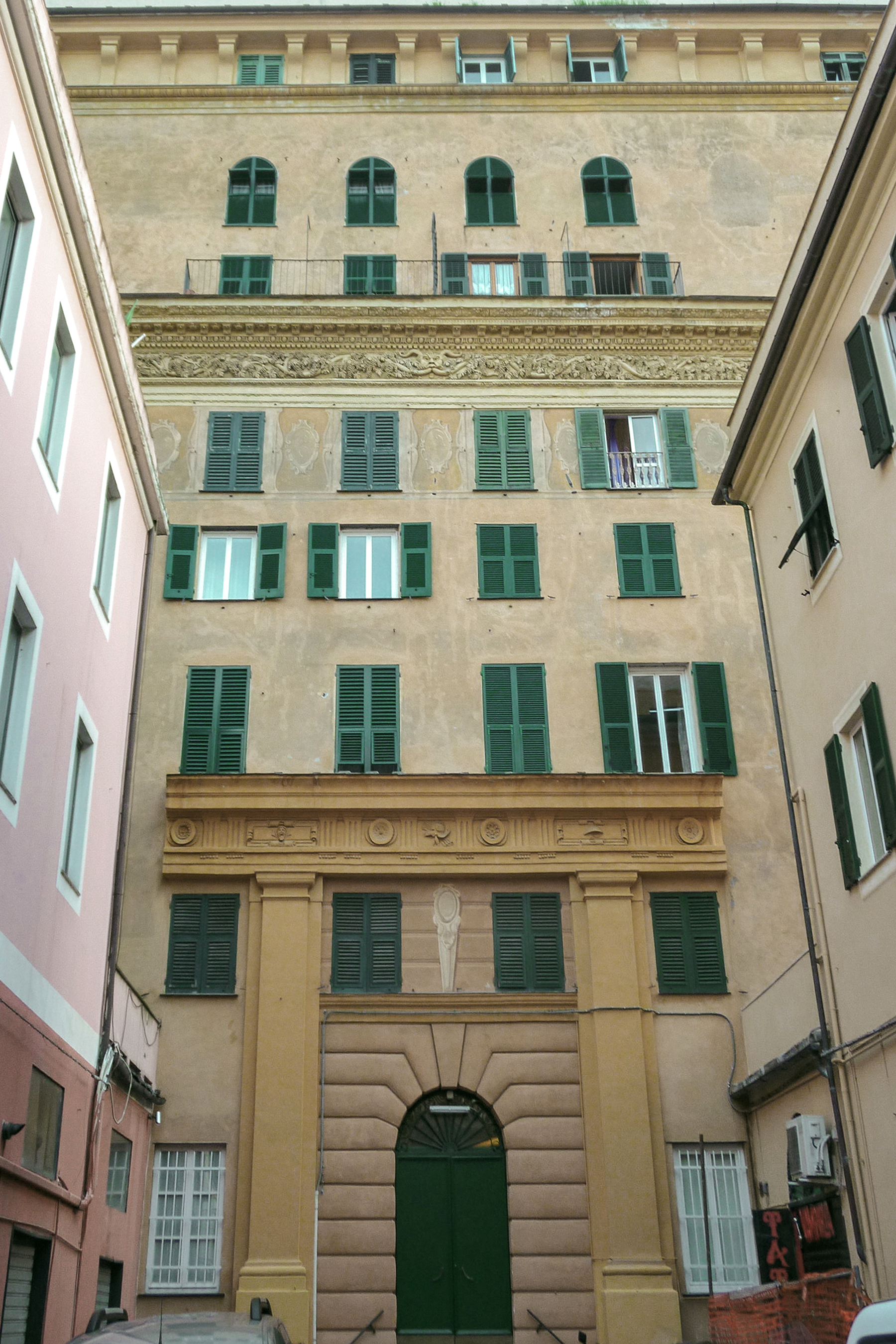
La facciata posteriore della villa, da via San Vincenzo (in origine lato dell'ingresso principale)
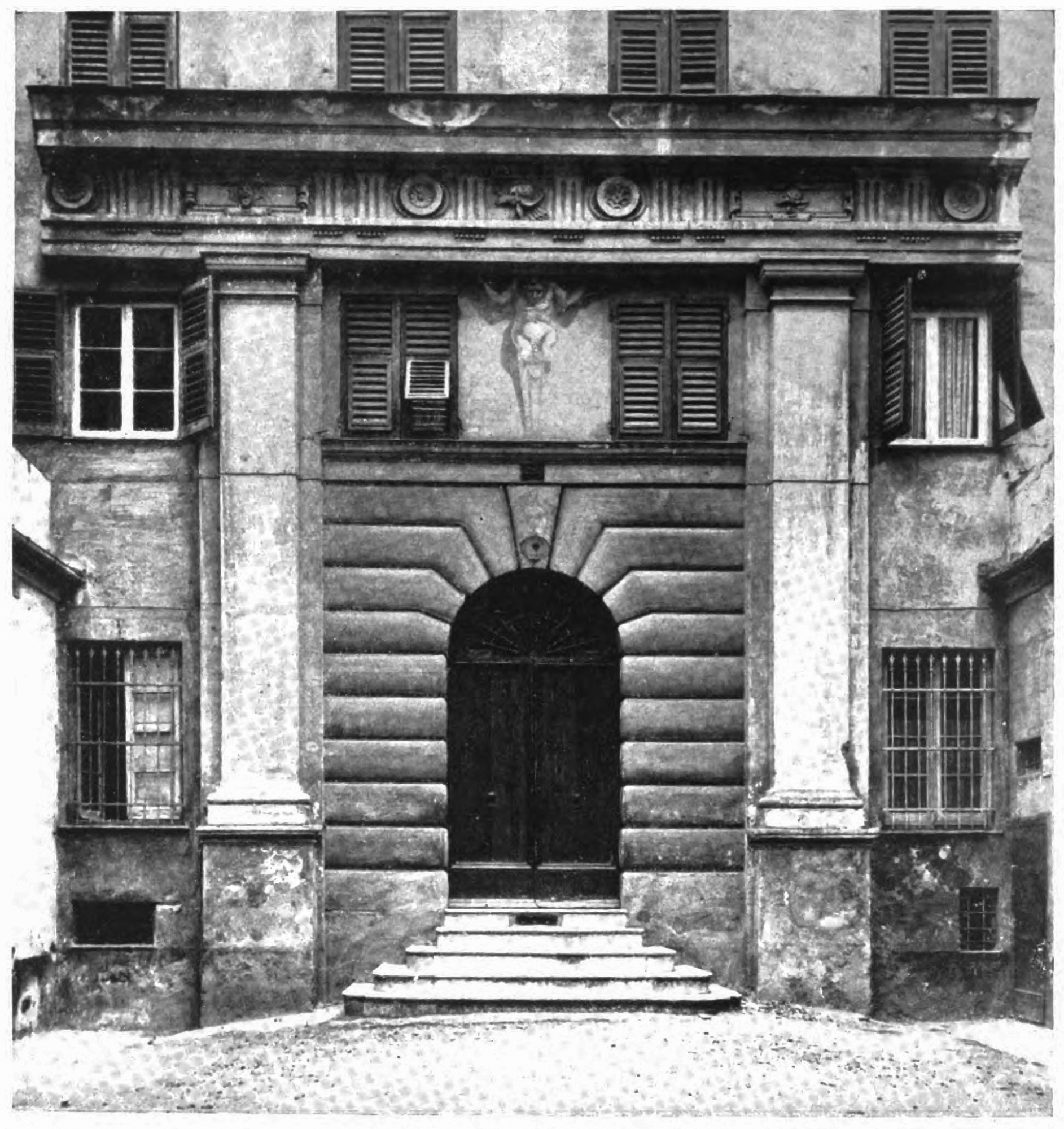
L'ingresso dal lato di via San Vincenzo nel primo 1900, con una cariatide affrescata sopra al portone non recuperata nel restauro del 2009